# Kelly Vanderbeek
Kelly Vanderbeek (ur. 21 stycznia 1983 w Kapuskasing) – kanadyjska narciarka alpejska, dwukrotna medalistka mistrzostw świata juniorów.

## Kariera
Na arenie międzynarodowej po raz pierwszy pojawiła się 12 grudnia 2008 roku w Val St. Comeau, gdzie w zawodach FIS Race w slalomie zajęła dziewiętnaste miejsce. W 2001 roku wystartowała na mistrzostwach świata juniorów w Verbier, gdzie jej najlepszym wynikiem było 24. miejsce w gigancie. Na rozgrywanych rok później mistrzostwach świata juniorów w Tarvisio zdobyła brązowy medal w supergigancie, przegrywając tylko z Niemką Marią Riesch i Austriaczką Danielą Müller. Ten sam wynik osiągnęła także podczas mistrzostw świata juniorów w Briançonnais, plasując się za Julią Mancuso USA i swą rodaczką Brigitte Acton.
W zawodach Pucharu Świata zadebiutowała 29 listopada 2001 roku w Lake Louise, zajmując 53. miejsce w zjeździe. Pierwsze pucharowe punkty wywalczyła 20 grudnia 2003 roku w Sankt Moritz, gdzie w tej samej konkurencji była siedemnasta. Na podium po raz pierwszy stanęła 3 grudnia 2006 roku w Lake Louise, zajmując trzecie miejsce w supergigancie. Najlepsze wyniki osiągała w sezonie 2007/2008, kiedy zajęła 19. miejsce w klasyfikacji generalnej, a w klasyfikacji zjazdu była piąta.
W 2006 roku wystartowała na igrzyskach olimpijskich w Turynie, zajmując między innymi czwarte miejsce w supergigancie. W zawodach tych walkę o podium przegrała z Austriaczką Alexandrą Meissnitzer o 0,03 sekundy. Była też między innymi dwudziesta w kombinacji podczas mistrzostw świata w Sankt Moritz w 2003 roku.

## Osiągnięcia

### Igrzyska olimpijskie
| Miejsce | Dzień     | Rok  | Miejscowość | Konkurencja | Czas biegu  | Strata  | Zwyciężczyni         |
| ------- | --------- | ---- | ----------- | ----------- | ----------- | ------- | -------------------- |
| 24.     | 15 lutego | 2006 | Turyn       | Zjazd       | 1:56,49 min | +3,14 s | Michaela Dorfmeister |
| 4.      | 20 lutego | 2006 | Turyn       | Supergigant | 1:30,65 min | +0,62 s | Michaela Dorfmeister |

### Mistrzostwa świata
| Miejsce | Dzień       | Rok  | Miejscowość  | Konkurencja | Czas biegu  | Strata   | Zwyciężczyni         |
| ------- | ----------- | ---- | ------------ | ----------- | ----------- | -------- | -------------------- |
| 28.     | 3 lutego    | 2003 | Sankt Moritz | Supergigant | 1:27,48 min | +3,30 s  | Michaela Dorfmeister |
| 24.     | 9 lutego    | 2003 | Sankt Moritz | Zjazd       | 1:34,30 min | +1,66 s  | Mélanie Turgeon      |
| 20.     | 10 lutego   | 2003 | Sankt Moritz | Kombinacja  | 2:41,63 min | +11,21 s | Janica Kostelić      |
| 25.     | 30 stycznia | 2005 | Bormio       | Supergigant | 1:17,64 min | +2,71 s  | Anja Pärson          |
| DNS     | 4 lutego    | 2005 | Bormio       | Kombinacja  | 2:53,70 min | -        | Janica Kostelić      |
| 23.     | 6 lutego    | 2005 | Bormio       | Zjazd       | 1:39,90 min | +3,33 s  | Janica Kostelić      |
| DNF     | 6 lutego    | 2007 | Åre          | Supergigant | 1:18,85 min | -        | Anja Pärson          |
| DNF     | 11 lutego   | 2007 | Åre          | Zjazd       | 1:26,89 min | -        | Anja Pärson          |
| 32.     | 3 lutego    | 2009 | Val d’Isère  | Supergigant | 1:20,73 min | +5,10 s  | Lindsey Vonn         |
| 21.     | 9 lutego    | 2009 | Val d’Isère  | Zjazd       | 1:30,31 min | +3,28 s  | Lindsey Vonn         |

### Mistrzostwa świata juniorów
| Miejsce | Dzień     | Rok  | Miejscowość  | Konkurencja | Czas biegu  | Strata  | Zwyciężczyni            |
| ------- | --------- | ---- | ------------ | ----------- | ----------- | ------- | ----------------------- |
| 33.     | 6 lutego  | 2001 | Verbier      | Zjazd       | 1:33,56 min | +4,36 s | Astrid Vierthaler       |
| DNF     | 7 lutego  | 2001 | Verbier      | Supergigant | 1:33,54 min | -       | Kathrin Wilhelm         |
| 33.     | 10 lutego | 2001 | Verbier      | Gigant      | 1:55,08 min | +8,34 s | Fränzi Aufdenblatten    |
| 24.     | 10 lutego | 2001 | Verbier      | Slalom      | 1:16,53 min | +4,51 s | Christine Sponring      |
| 5.      | 27 lutego | 2002 | Tarvisio     | Zjazd       | 1:29,81 min | +1,39 s | Julia Mancuso           |
| 3.      | 28 lutego | 2002 | Tarvisio     | Supergigant | 1:27,54 min | +1,10 s | Maria Riesch            |
| DNF2    | 1 marca   | 2002 | Tarvisio     | Slalom      | 1:36,54 min | -       | Veronika Zuzulová       |
| DSQ1    | 3 marca   | 2002 | Tarvisio     | Gigant      | 1:52,15 min | -       | Julia Mancuso           |
| 5.      | 4 marca   | 2003 | Briançonnais | Zjazd       | 1:15,20 min | +0,50 s | Tamara Wolf             |
| 3.      | 5 marca   | 2003 | Briançonnais | Supergigant | 1:20,02 min | +0,85 s | Julia Mancuso           |
| DSQ1    | 7 marca   | 2003 | Briançonnais | Slalom      | 1:38,53 min | -       | Michaela Kirchgasser    |
| 14.     | 8 marca   | 2003 | Briançonnais | Gigant      | 2:05,70 min | +2,85 s | Jessica Lindell-Vikarby |

### Puchar Świata

#### Miejsca w klasyfikacji generalnej
- sezon 2003/2004: 87.
- sezon 2004/2005: 55.
- sezon 2005/2006: 45.
- sezon 2006/2007: 20.
- sezon 2007/2008: 19.
- sezon 2008/2009: 34.
- sezon 2009/2010: 75.

#### Miejsca na podium w zawodach
1. Lake Louise – 3 grudnia 2006 (supergigant) – 3. miejsce
2. St. Anton – 21 grudnia 2007 (zjazd) – 2. miejsce
3. Sestriere – 9 lutego 2008 (zjazd) – 2. miejsce